# Прискуха
Прискуха — деревня в Локнянском районе Псковской области России. 
Входит в состав Самолуковской волости.
Расположена на реке Пузна, в 24 км к югу от поселка Локня и в 3 км к югу от волостного центра Башово.

## Население
| 2001 | 2002 | 2010 |
| ---- | ---- | ---- |
| 664  | ↘563 | ↘378 |

Численность населения деревни по оценке на начало 2001 года составляла 664 жителя.

## Экономика
В посёлке ранее работал льнозавод,в данный момент продается.